# Margrit Olfert

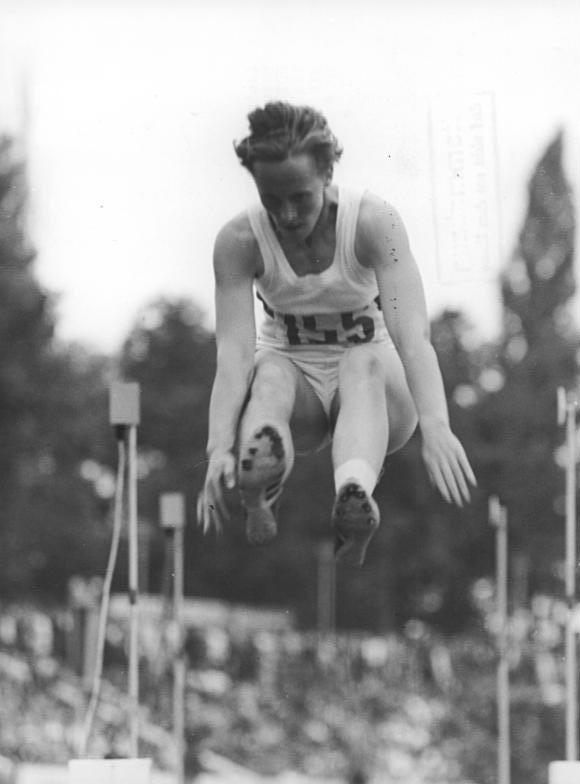
Margrit Herbst wird 1970 DDR-Meisterin im Weitsprung

Margrit Olfert (geb. Herbst; * 10. Februar 1947 in Magdeburg) ist eine ehemalige deutsche Leichtathletin.
Für die DDR startend war sie in den 1970er Jahren im Weitsprung und im Fünfkampf erfolgreich. Ihr größter Erfolg ist der dritte Platz im Fünfkampf bei den Leichtathletik-Europameisterschaften 1971.
Sie wurde DDR-Meisterin im Weitsprung 1970 und 1971 sowie im Fünfkampf 1971. 1971 wurde sie auch Weitsprungmeisterin in der Halle.
Margrit Olfert gehörte dem SC Magdeburg an. In ihrer Wettkampfzeit war sie 1,73 m groß und 68 kg schwer.

## Starts bei internationalen Höhepunkten
- Leichtathletik-Europameisterschaften 1971
  - Weitsprung: Platz 9 (ungültig – 6,29 – ungültig)
  - Fünfkampf: Platz 3 (5179 Punkte: 13,6 s – 13,96 m – 1,64 m – 6,50 m – 24,2 s)
- Olympische Spiele 1972
  - Weitsprung: Platz 8 (6,42 – ungültig – 6,34 – 6,46 – 6,30 – ungültig)
- Leichtathletik-Europameisterschaften 1974
  - Fünfkampf: Platz 7 (4391 Punkte: 13,57 s – 14,35 m – 1,60 m – 6,06 m – 24,87 s)